# Chaetomium elatum
Chaetomium elatum Kunze – gatunek grzybów z rzędu Sordariales. Grzyb mikroskopijny.

## Systematyka
Pozycja w klasyfikacji według Index Fungorum: Chaetomium, Chaetomiaceae, Sordariales, Sordariomycetidae, Sordariomycetes, Pezizomycotina, Ascomycota, Fungi.
Po raz pierwszy opisał go w 1818 r. Gustav Kunze i nadana przez niego nazwa naukowa jest ważna. Jest neotyp. Gatunek ma 7 synonimów. Niektóre z nich:
- Chaetomium tenuissimum Sergeeva 1960
- Sphaeria scopula Sowerby 1803

## Morfologia
Perytecja jajowate, 435 × 391 µm, osadzone na ciemno-oliwkowobrązowych do czarnych ryzoidach. Włoski boczne liczne, długie, smukłe, nierozgałęzione, blisko podstawy ciemnooliwkowo-brązowe do czarnych, grubo chropowate, o grubości około 5 µm, stopniowo zwężające się do smukłych, bladych, gładkich wierzchołków, które są niewyraźnie podzielone. Włoski końcowe niezwykle grube, wyraźnie chropowate na całej długości z nieregularnymi piramidalnymi wypustkami i tępymi kolcami, raz lub dwa razy dychotomicznie rozgałęzione z gałęziami szeroko rozpostartymi i często odgiętymi i raz lub dwa razy nieregularnie rozwidlonymi pod ostrym kątem, u nasady czarne, o grubości około 9,5 µm, zwężające się do smukłych, bezbarwnych wierzchołków. Worki szeroko i nieregularnie maczugowate, 8-zarodnikowe, 64–75 × 17–34 µm. Askospory początkowo bezbarwne do jasnooliwkowych, w stanie dojrzałym ciemne, oliwkowobrązowe, w kształcie cytryny, z obu końcówek spiczaste, 12,8 × 8,7 µm.

## Występowanie i siedlisko
Podano stanowiska w Ameryce Północnej, Południowej, Europie, Azji, Australii i na Nowej Zelandii. W Polsce podano stanowiska w glebie, opadłych liściach, próchnicy i na odchodach zwierząt. Jest to bardzo powszechny i szeroko rozpowszechniony gatunek, który występuje na podłożach o bardzo zróżnicowanym charakterze, takich jak stare liny, słoma, papier, obręcze beczek, stare miotły i odchody różnych zwierząt.
Grzyb saprotroficzny i koprofilny.

## Zastosowanie
Stwierdzono, że Chaetomium elatum wykazuje aktywność biologiczną przeciwko grzybowi Pyricularia oryzae, który wywołuje zarazę ryżu, a nanocząsteczki otrzymane z surowych ekstraktów C. elatum mogą również kontrolować P. oryzae przy niskim stężeniu. Ch. elatum może być wykorzystany do hamowania patogenu powodującego zarazę ryżu. Nie tylko zmniejsza straty produkcyjne plantatorów, ale także zmniejsza zanieczyszczenie środowiska w porównaniu z tradycyjną metodą chemicznego zwalczania tego patogenu.